# Xanthoparmelia villamilianus
Xanthoparmelia villamilianus är en lavart som beskrevs av T. H. Nash, Elix & J. Johnst. Xanthoparmelia villamilianus ingår i släktet Xanthoparmelia och familjen Parmeliaceae.   Inga underarter finns listade i Catalogue of Life.